# Santa Chiara
Santa Chiara är en kyrkobyggnad i Rom, helgad åt den heliga Klara av Assisi. Kyrkan är belägen vid Piazza di Santa Chiara i Rione Pigna och tillhör församlingen Santa Maria in Aquiro. Kyrkan tillhör Séminaire français de Rome, det vill säga franska prästseminariet i Rom.

## Historia
Kyrkan invigdes år 1563 och var initialt helgad åt martyrpåven Pius I. År 1628 överläts kyrkan åt klarissor och de lät helga den åt Klara av Assisi. I samband med detta ritade arkitekten Carlo Maderno en ny fasad i barockstil. Denna fasad hade korintiska pilastrar i såväl neder- som övervåningen. År 1855 rasade kyrkans tak in.
Tack vare en generös donation kunde kyrkobyggnaden återuppbyggas och den nykonsekrerades år 1881; kyrkan helgades då åt Jungfru Marie obefläckade hjärta och jungfrun Klara. Arkitekten Luca Carimini ritade fasaden i nyrenässansstil.

## Exteriören
Fasaden har två våningar. Entablementets fris bär följande inskription:
Portalen har en lynett med en terracottarelief föreställande den Obefläckade Avlelsen, vördad av änglar. Övervåningen har sju byster föreställande helgonen Bernhard av Clairvaux, Dionysius, Hilarius av Poitiers, Carlo Borromeo, Martin av Tours, Frans av Sales och Vincent de Paul. Dessa byster samt skulpturen Jungfru Maria och Jesusbarnet i det krönande tympanon är utförda av Domenico Bartolini.

## Interiören
Interiören är enskeppig med tre sidokapell på var sida. I koret har den slovenske jesuiten och konstnären Marko Ivan Rupnik i början av 2000-talet utfört mosaiker med scener från Bebådelsen, Jesu lidande och död och Pingstundret.